# Përrenjas
Përrenjas (albanisch auch Përrenjasi oder auch Prrenjas respektive Prrenjasi) ist eine Kleinstadt in Ostalbanien. Die Bergwerksstadt im Kreis Librazhd liegt unweit der nordmazedonischen Grenze und hat 5049 Einwohner (Volkszählung 2023).
Përrenjas liegt am westlichen Aufstieg zum Pass Qafë Thana (937 m ü. A.) in einer kleinen Ebene, der Fusha e Domosdovës, umgeben von über 1000 Meter hohen Bergen auf fast 600 m ü. A. Die Ebene, eine große Karstdoline, wird nach Westen zum Shkumbin vom Flüsschen Lingjaca entwässert. Im Osten liegt der Pass, der zugleich Übergang zum Ohridsee ist und wo sich der Grenzübergang nach Nordmazedonien befindet. Etwas nördlich liegt der Shebenik-Bergzug, Teil des Nationalparks Shebenik-Jablanica, südlich die Mokra-Berge.
Im Sommer 2015 wurde die Gemeinde mit den umliegenden Gemeinden (komuna) im Süden des aufgehobenen Kreises Librazhd, mit Qukës (8211 Einwohner), Rrajca (8421 Einwohner) und Stravaj (2427 Einwohner) zusammengelegt. Die vier ehemaligen Gemeinden sind seither die Njësitë administrative (Verwaltungseinheiten) der Bashkia Përrenjas. 
Qukës liegt im Shkumbin-Tal westlich von Përrenjas, Stravaj noch weiter südwestlich, Rrajca grenzt östlich an Përrenjas an. Die neue Gemeinde hat 18.768 Einwohner (Volkszählung 2023). Das sind 25 % weniger, als noch zwölf Jahre zuvor auf dem Gebiet lebten. Zur Njësia administrative Përrenjas mit einer Fläche von 1830 Hektar gehören noch die Dörfer Fshat Përrenjas (Përrenjas-Dorf) mit rund 1500 Einwohnern (2011) und Rashtan mit rund 600 Einwohnern (2011).
| Name      | Einwohner 2023 | Einwohner 2011 |
| --------- | -------------- | -------------- |
| Qukës     | 5916           | 8211           |
| Përrenjas | 5049           | 5847           |
| Rrajca    | 6215           | 8421           |
| Stravaj   | 1588           | 2427           |
| Total     | 18.768         | 24.906         |

Heute führt die SH 3, die Elbasan mit Pogradec verbindet, durch Përrenjas und über den Pass. Die Römer führten hier die Via Egnatia entlang, die wichtige Verbindung der Häfen am Ostufer der Adria mit Konstantinopel. Entlang dieser Route zogen später auch die Osmanen und wurden im Jahr 1444 erstmals von Skanderbeg schwer geschlagen. Die wichtige Verkehrsverbindung, die Hauptstraße nach Südostalbanien, wurde in den letzten Jahren gut ausgebaut, als Paneuropäischer Verkehrskorridor VIII auch mit europäischer Unterstützung. Seit 1974 führt eine Eisenbahnlinie der Hekurudha Shqiptare nach Përrenjas, die fünf Jahre später bis Pogradec verlängert wurde.

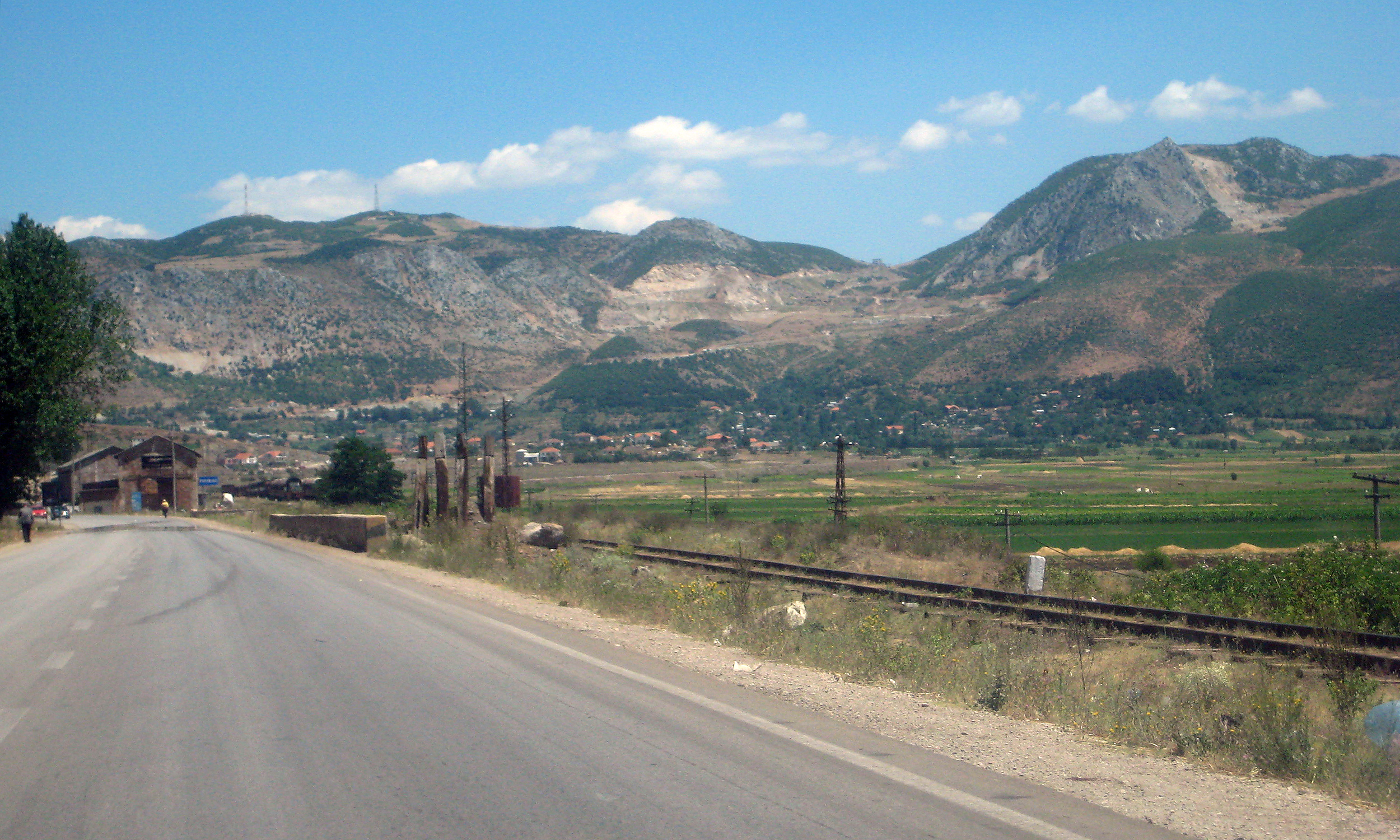
Fusha e Domosdovës und Qafë Thana

In den späten 1960er Jahren und Anfang der 1970er Jahre wurden in Përrenjas größere Bergwerke errichtet, die vor allem das Stahlwerk in Elbasan belieferten. Die Stadt wurde 1953 als Unterkunft für die Bewohner des nordwestlich gelegenen Bergwerks von Pishkash gegründet und erhielt den Namen des nahen Dorfes. Abgebaut wurde im Tagebau und Untertagebau Eisen und Nickel, das zum Teil auch vor Ort aufbereitet wurde. Seit Ende der 1990er Jahre sind die Bergbauaktivitäten mehrheitlich eingestellt, in Zusammenarbeit mit einer italienischen Firma soll aber noch Chrom abgebaut werden.
Die Domosdova-Ebene ist gutes Agrarland und Landwirtschaft gehört mit einer Anbaufläche von über 550 Hektar zu den wichtigsten Beschäftigungszweigen. Der Ort ist das regionale Zentrum zwischen Librazhd und Pogradec. Er verfügt über ein kleines Krankenhaus und Ausbildungsstätten wie eine Mittelschule mit rund 400 Schülern.